# Gare de Mbandjock
La gare de Mbandjock est une gare ferroviaire camerounaise de la ligne de Yaoundé à Ngaoundéré. Elle est située au nord de la ville de Mbandjock dans le département de la Haute Sanaga, en région du Centre.

## Situation ferroviaire
La gare de Mbandjock est une gare de passage de la ligne de Yaoundé à Ngaoundéré.

## Service des voyageurs

### Accueil
Elle dispose d'un bâtiment avec notamment : un hall voyageurs abrité avec guichet.

### Desserte
Ngaoundéré et Yaoundé sont desservis par les trains qui circulent sur la ligne de Yaoundé à Ngaoundéré.

### Intermodalité
Un parking pour les véhicules y est disponible.

## Service des marchandises
La gare, située au nord de la ville est proche d'un des plus grands bassins agro-industriels du Cameroun. La gare et son chemin de fer longent la Sanaga sur sa rive gauche et les immenses plantations du bassin de la Sanaga.